# 陈发科

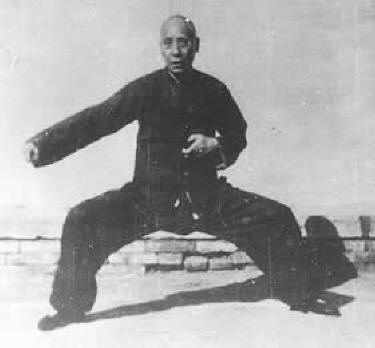
Chen Fake.

陈发科（1887年—1957年），河南温县人。出生于太极拳世家，是太极拳九代。
太极拳为陈王廷所创，但一直不为人所知。直到陈长兴传于杨露禅后，才被带入北京，形成杨式太极拳。而陈式太极拳则是由陈发科于民国期间在北京发扬光大的。在台灣尚有潘詠周、王鶴林、王夢弼三位老師，傳承陳發科先生的老架，其拳架柔和內斂，其中又以潘詠周的弟子較多，影響力超過其他兩位老師。